# 月森楓
月森 楓（つきもり かえで、12月24日 – ）は、日本の声優・アイドルである。

## 人物
- 愛称はかえぴょん。
- 自分で歌を作るほどすき家の「ねぎ玉牛丼」を愛している。
- 2018.2.24 - 2018.11.20アイドルユニット「SweetSweets」のメンバーとして活動
- スーパーリアル麻雀P8に奈良部智加役として声優出演し、2019年3月～2020年2月まで同出演者によるアイドルユニット「Chocolatier」のメンバーとして活動。
- 2020年3月からソロアイドルとしての活動を本格的に開始した。
- 2020年7月23日のライブにて2020年9月23日に本人のソロ初のメジャーＣＤリリースを行うことを発表した。
- 2020年12月21日のライブにて2021年1月31日付で事務所を卒業をすることを発表した。2021年2月以降もソロとして活動を続ける。
- 2021年5月30日Amebaブログにてオフィシャルブログ「今日も一日、おつかえぴょん！」を開設した[2]。
- 2021年6月『自立系シンデレラ』[3]『ねぎ玉牛丼のうた』の配信リリースを行った。
- 2021年11月『カモシカ』の配信リリースを行った[4]。
- 2021年12月『Lovely Sweet Tours』の配信リリースを行った[5]。
- 2022年、ミスiD2022ファイナリストに選出。
- 2023年7月「CoeFont FES2023」で、内海賢太郎賞を受賞[6]
- 2023年9月『angelaのsparking！talking！show！』にゲスト出演

## 出演

### ゲーム

#### 2019年
- アプリゲーム「スーパーリアル麻雀P8」奈良部智加役

### ライブ等

#### 2018年
- 2018/2/24(土)
  - ①COSdoll Patyコスパ vol.4～桐原玲生誕SP～(西新宿TOGI BAR)
  - ②華祭りvol.5～菊地桃子生誕SP～(西新宿TOGI BAR)
- 2018/2/28(水)CmajorParty Vol.11(渋谷DESEOmini)
- 2018/3/3(土)HAPPY♡ANNIVERSARY主催 ひな祭りSP 1部 ＆2部 (SUB TOKYO)
- 2018/3/11(日)代々木アイドルミュージアムvol.26(代々木ミューズ・モード音楽院)
- 2018/3/12(月)第4回 「Tokyo Candoll」 初戦(渋谷Glad)
- 2018/3/15(木)ボカフォト平日無銭フェスティバル vol.233(秋葉原サイファー)
- 2018/3/18(日)music power I doll～ワンマンありがとう～(CLUB CAMELOT B3)
- 2018/3/21(水)CmajorParty Vol.12 (六本木CLUB EDGE)
- 2018/3/24(土)GIRLS STARGATE NEXT Vol.119(aube shibuya)
- 2018/3/25(土)GIRLS STARGATE NEXT Vol.120(TSUTAYA O-nest)
- 2018/3/30(金)Shibuya Idol Selection vol.44(渋谷DESEO mini)
- 2018/4/1(日)CmajorParty Vol.13〜1st Anniversary SP〜(S.U.B TOKYO)
- 2018/4/4(水)HAPPY♡ANNIVERSARY 新宿定期公演(新宿NINE SPICE)
- 2018/4/7(土)GIRLS STARGATE NEXT Vol.122(Yokohama O-site)
- 2018/4/8(日)
  - ①CmajorParty Vol.13～小谷茉美子生誕SP～(西新宿TOGI BAR)
  - ②華祭りvol.6〜天海つばめ生誕SP〜(西新宿TOGI BAR)
- 2018/4/14(土)さのまる像お披露目式(佐野駅前交流広場)
- 2018/4/16(月)AKIHABARA IDOL PARTY Vol.39(秋葉原COSMIC LAB)
- 2018/4/21(土)AKIHABARA IDOL PARTY Vol.40(PLUM LIVE STAGE)
- 2018/4/27(金)Shibuya Idol Selection vol.45(渋谷DESEO mini)
- 2018/4/28(土)SPARK SPEAKER presents "3rd SPARK!" 2DAYS(新宿FATE)
- 2018/4/29(日)
  - ①Melodious IDOL Generation(新宿SAMURAI)
  - ②SPARK SPEAKER presents "3rd SPARK!" 2DAYS(新宿FATE)
- 2018/5/1(火)たまＰのぴーーーー♪(ワロップ放送局)※ラジオ
- 2018/5/2(水)CmajorParty Vol.15(渋谷DESEOmini)
- 2018/5/6(日)CmajorParty Vol.16 in Nagoya(HOLIDAY NEXT NAGOYA)
- 2018/5/15(火)HAPPY♡ANNIVERSARY 渋谷定期公演(渋谷RUIDO K2)
- 2018/5/22(火)萌えこれ学園定期公演！vol.149中野サンプラザ公演決定祭 無料DAY & 『0』(zero)レコ発！！(代アニLIVEBASE西麻布)
- 2018/5/25(金)Shibuya Idol Selection vol.46(渋谷DESEO mini)
- 2018/6/3(日)めったにやんないよ！日曜無銭 来るしか！いくいく！Vol.1(秋葉原COSMIC LAB)
- 2018/6/5(火)桜花爛漫定期公演 「お花見の会#5」(TSUTAYA O-nest)
- 2018/6/14(木)AKIHABARA IDOL PARTY Vol.45(秋葉原COSMIC LAB)
- 2018/6/21(木)AKIHABARA IDOL PARTY Vol.46(TwinBoxGARAGE )
- 2018/6/24(日)第5回 アキバ大好き！アイドルライブフェス (秋葉原ZEST/PLUM LIVE STAGE/サイファー)
- 2018/6/28(木)AKIHABARA IDOL PARTY Vol.47(COSMIC LAB)
- 2018/6/29(金)Shibuya Idol Selection vol.47(渋谷DESEO mini)
- 2018/7/8(日)
  - ①COSdoll Patyコスパ vol.6～COSdoll 1st Anniversary～(六本木CLUB EDGE)
  - ②8bitNIGHT vol.4第2幕〜ROCK LOVE YOU〜(六本木CLUB EDGE)
- 2018/7/18(水)SweetSweets定期公演すいーつ♡ぱーてぃvol.1(池袋RUIDO K3)
- 2018/7/24(火)idol stylish wave～大暑の候～(HOLIDAY SHINJUKU)
- 2018/7/26(木)愛踊祭2018 関東Bエリア代表決定戦(三芳町文化会館 コピスみよし)
- 2018/7/27(金)Shibuya Idol Selection vol.48(渋谷DESEO mini)
- 2018/7/28 (土)
  - ①アイパレ1部(大阪COCHLEA.)
  - ②アイパレ2部(大阪COCHLEA.)
- 2018/7/29 (日)
  - ①アイパレ1部(名古屋Dt.BLD)
  - ②アイパレ2部(名古屋Dt.BLD)
- 2018/8/11(土)さの秀郷まつり)
- 2018/8/25(土)Electric Parade Vol.4(Holiday Shinjuku)
- 2018/8/29(水)じゃぽん定期ライブ 2部(上等カレー秋葉原店B1 )
- 2018/8/31(金)Shibuya Idol Selection vol.49(渋谷DESEOmini)
- 2018/9/25(火)アイドル応援アプリMIXプレゼンツMIX IDOL FESTIVAL Vol.1 みっふぇす〜かわいい推しにはLIVEをさせよ〜(恵比寿LIQUIDLOOM)
- 2018/9/28(金)Shibuya Idol Selection vol.50(渋谷DESEO mini)
- 2018/10/21(日)TN_PROJECT主催ライブVol.50(渋谷DESEO)
- 2018/10/24(水)じゃぽん定期ライブ 2部(上等カレー秋葉原店B1)
- 2018/10/26(金)Shibuya Idol Selection vol.51(渋谷DESEO mini)
- 2018/11/10(土)SHIBUYA GIRLS MEETING!!1部(CLUB CAMELOT B3)
- 2018/11/11 (日) SHIBUYA GIRLS MEETING!!1部(CLUB CAMELOT B3)
- 2018/11/20(火)COSdoll&SweetSweets卒業式の日(渋谷DESEO mini)
- 2018/11/24(土)ヴァイタルギア公開声優オーディション(神保町テラススクエア)
- 2018/12/15(土)Electric Parade～日向はる生誕SP～(秋葉原COSMIC LAB)
- 2018/12/19(水)SHIBUYA IDOL SELECTION vol.53～藤美咲&月森楓生誕祭～

#### 2019年
- 2019/1/4(金)MUSIC TRAIN(四谷LOTUS)
- 2019/1/6(日)AKIBA GIRLS MEETING!! -新春SP- 2部(秋葉原COSMIC LAB)
- 2019/1/14(月)Cmajor撮影会(秋葉原スタジオフォトスマイル)
- 2019/1/24(木) SHIBUYA IDOL SELECTION vol.54(渋谷DESEOmini)
- 2019/1/28(月)Unlimited Sonic boom-vol.23-(吉祥寺CLUB SEATA)
- 2019/1/31(木)CHECK MEをチェックミー！Vol.3(渋谷DESEO mini)
- 2019/2/2(土)COSMIC GIRLS MEETING!! 2部(秋葉原COSMIC LAB)
- 2019/2/3(日)ドル魂-Ω-(池袋mismatch)
- 2019/2/4(月)ElectricParade〜水上奈央生誕SP～(渋谷DESEOmini)
- 2019/2/7(木)Music Gate.16(渋谷RUIDO K2)
- 2019/2/13(水)CmajorParty～椿あやね生誕SP～(新宿FATE)
- 2019/2/16(土)AKIBA GIRLS MEETING!! 2部(TwinboxAKIHABARA)
- 2019/2/18(月)そうだ！みんなで歌輪ナイト vol.1〜チョコっと遅れてごめん〜(赤坂グラフティ)
- 2019/2/22(金)〜月森楓ファンミーティング〜かえ♡ぱーてぃ！(スイーツパラダイス)
- 2019/2/23(土)AKIBA GIRLS MEETING(秋葉原Twin box)
- 2019/2/24(日)菊地桃子Birthday Live(新宿FATE)
- 2019/2/26(火)シーメジャー×上等カレー2部(上等カレー秋葉原店B1)
- 2019/3/5(火)かえふぇすVol.1(新宿レッドノーズ)
- 2019/3/10(日)THIS IS IDOL【NIGHT】(TwinBoxGARAGE)
- 2019/3/13(水)MUSIC TRAIN(秋葉原ZEST)
- 2019/3/14(木)DESEOminiPresents「平成最後のホワイトデーライブ!!!!」(渋谷DESEOmini)
- 2019/3/18(月)SHIBUYA IDOL SELECTION vol.56](渋谷DESEOmini)
- 2019/3/20(水)真っ赤なゴールデンハウスッ！(秋葉原キャンディボックス)
- 2019/3月21日(木)COSMIC GIRLS MEETING!! 1部(秋葉原COSMIC LAB)
- 2019/3/23(土)AKIHABARA GIRLS SHOW CASE Vol.3(秋葉原ZEST・TWIN BOX GARAGE)
- 2019/3/24(日)COSMIC GIRLS MEETING!! 1部(秋葉原COSMIC LAB)
- 2019/3/25(月)スーパーリアル麻雀P8ユニットお披露目パーティー(渋谷DESEOmini)
- 2019/3/27(水)スーパーリアル麻雀NIGHT②(渋谷DESEOmini)
- 2019/3/29(金)スーパーリアル麻雀NIGHT④(渋谷DESEOmini)
- 2019/3/30(土)
  - ①AKIBA GIRLS MEETING(TwinboxGARAGE)
  - ②CmajorParty～SOLO COLLECTION～(渋谷DESEOmini）
  - ③スーパーリアル麻雀NIGHT FINAL(渋谷DESEOmini)
- 2019/3/31(日)
  - ①CmajorParty～設立2周年祭①～(渋谷DESEOmini)
  - ②CmajorParty～設立2周年祭③〜(渋谷DESEOmini)
- 2019年4月1日(月)SHIBUYA IDOL SELECTION vol.57(渋谷DESEOmini)
- 2019/4/2(火)かえふぇすVol.2(新宿レッドノーズ)
- 2019/4/4(木)天海つばめBirthday Live(渋谷DESEOmini)
- 2019/4/6(土)真っ赤なゴールデンハウスッ！(秋葉原キャンディボックス)
- 2019/4/12(金)オンナノコノウタ(六本木morph-tokyo)
- 2019/4/20(土)ElectricParade(渋谷DESEOmini)
- 2019/4/28(日)ニコニコ超会議(幕張メッセ)
- 2019/4/29(月)真っ赤なゴールデンタイムッ！vol.5-野田ことね生誕祭-(秋葉原ZEST)
- 2019/4/30(火)Dream Voice vol.1 supported by 声優グランプリ(池袋mismatch)
- 2019/5/3(金)肉フェス(お台場特設会場お台場青海地区P区画)
- 2019/5/5(日)時東ぁみ presents アイドルチャリティーライブ“WIS”Vol.5(下北沢ろくでもない夜)
- 2019/5/7(火)かえふぇすVol.3(新宿レッドノーズ)
- 2019/5/15(水)真っ赤なゴールデンハウスッ！(秋葉原キャンディボックス)
- 2019/5/17(金)復活!クレヨン日記主催第8〜牧場ストーリー編〜(池袋Hoteyes)
- 2019/5/19(日)
  - ①時東ぁみ presents アイドルチャリティーライブ“WIS”Vol.5(神保町楽器カフェ)
  - ②ElectricParade〜望月るか卒業〜(渋谷DESEOmini)
- 2019/5/20(月)SHIBUYA IDOL SELECTION vol.58](渋谷DESEOmini)
- 2019/5/24(金)Dream Voice vol.2 supported by 声優グランプリ(池袋mismatch)
- 2019/5/25(土)MUSIC TRAIN(四谷LOTUS)
- 2019/5/26(日)第14回アキバ大好き！'アイドルライブフェス (秋葉原ZEST/Twin Box GARAGE)
- 2019/5/27(月)UPSTART GIRLS PLUS(吉祥寺rockjointGB)
- 2019/5/28(火)Have a nice day!!!!(渋谷DESEOmini)
- 2019/5/31(金)リアル麻雀NIGHT〜選抜お披露目〜(渋谷DESEOmini)
- 2019年6月2日(日)
  - ①アイドルスナイパー THE MOVIE』公開オーディション(渋谷キノハウス)
  - ②ハチャメチャ声優ユニット STEM 長島奈美 生誕祭 2019『猪突猛進に突っ走れ！！年女なみぞうのバースデー祭り』(秋葉原cosmic lab)
  - ③ドル魂-Ω-(池袋mismatch)
- 2019/6/4(火)かえふぇすVol.4(新宿レッドノーズ)
- 2019/6/7(金)CmajorParty(渋谷DESEOmini)
- 2019/6/15(土)AKIBA GIRLS MEETING 2部(TwinboxGARAGE)
- 2019/6/16(日)LIVEリミット！〜400円ライブ〜』(池袋RUIDO.K3)
- 2019/6/17(月)『S.W.A.T.』∼MONDAY NIGHT HEIWAJIMA∼(BIG FUN平和島 HY TOWN HALL)
- 2019/6/19(水)CmajorParty(新宿FATE)
- 2019/6/22(土)
  - ①小牧夢生誕祭(秋葉原COSMIC LAB)
  - ②FiLSPACiA/小牧夢 生誕祭(秋葉原COSMIC LAB)
- 2019/6/24(月)『S.W.A.T.』∼MONDAY NIGHT TAKADANOBABA∼ (音部屋スクエア)
- 2019/6/30(土)
  - ①アキバ大好き！アイドルライブ#54(秋葉原ZEST)
  - ②アキバ大好き！アイドルライブ#55(秋葉原ZEST)
- 2019/7/2(火)かえふぇすVol.5(新宿レッドノーズ)
- 2019/7/3(水)真っ赤なゴールデンハウスッ！-水曜100円公演-(秋葉原キャンディボックス)
- 2019/7/5(金)GiRLS POWER 渋谷DE遊ばナイトSP！黒崎れおん引退生誕ワンマン前夜祭～れおんさんラストだよ！みんな集合！～(渋谷DESEOmini)
- 2019/7/6(土)Unlimited Sonic boom~早起きは300円の得~(新宿Marz)
- 2019/7/7(日)
  - ①真っ赤なゴールデンッ！SP -柚木にも出兵祭-(秋葉原キャンディボックス)
  - ②IDOL BURNING CANDY-七夕NIGHT500円SP-(秋葉原キャンディボックス)
- 2019/7/13(土)
  - ①NAKANO GIRLS MEETING!!1部(中野坂上SUB TOKYO)
  - ②NAKANO GIRLS MEETING!!2部(中野坂上SUB TOKYO)
- 2019/7/14(日)
  - ①NAKANO GIRLS MEETING!!1部(中野坂上SUB TOKYO)
  - ②NAKANO GIRLS MEETING!!2部(中野坂上SUB TOKYO)
- 2019/7/15(月)UENO IDOL FESTIVAL(上野恩賜公園野外ステージ(水上音楽堂)
- 2019/7/18(木)リアル麻雀NIGHT～SRM新メンバーお披露目～(渋谷DESEOmini)
- 2019/7/21日(日)声優グランプリpresents “NEXT POWER SHOWCASE”(時事通信ホール)
- 2019/7/24 (水)HAPPY♡ANNIVERSARY 秋葉原定期 中山みなみプロデュース公演　星に願いを✩.*˚～君だけに見せたい私♡『今日はずっと一緒にいて？』〜(秋葉原TwinBoxGARAGE)
- 2019/7/26(金)Shibuya Idol Selection FINAL(渋谷DESEOmini)
- 2019/7/27(土)クレヨンゆーち主催コラボ祭り第７(池袋Hot Eyes)
- 2019/7/27(土)IDOL COMET 【NIGHT】星屑協奏曲-コンチェルト- 餅月ぷに生誕SP(新宿アルタ Key Studio)
- 2019/7/28(日)IDOL BURNING CANDY！-月末SP-(秋葉原キャンディボックス)
- 2019/7/29(月)汐川ほたて主催「宇宙旅密貝」(池袋FIELD)
- 2019/8/1(木)ElectricParade～新ElectricGirl ～お披露目～(渋谷DESEO mini)
- 2019/8/6(火)毎月第1火曜日はおつかえぴょん！月森楓の日かえふぇすVol.6(新宿レッドノーズ)
- 2019/8/10(土)IDOL COMET 【DAY＆NIGHT】～夏休みアイドル大集合 Vol.3～(新宿アルタ Key Studio)
- 2019/8/11(日)IDOL COMET【DAY】(渋谷Studio Freedom)
- 2019/8/11(日)IDOL COMET【NIGHT】(秋葉原ZEST)
- 2019/8/13(火)ElectricParade～新衣装御披露目～(渋谷DESEO mini)
- 2019/8/17(土)無銭のおたくVol.1(AKIBA COLORS)
- 2019/8/17(土)無銭のおたくVol.2(AKIBA COLORS)
- 2019/8/19(月)CmajorParty浴衣でぱ～てぃ～(渋谷DESEO mini)
- 2019/8/24(土)Dans ma nuit -黒井ぬい生誕祭-(秋葉原TwinBoxGARAGE)
- 2019/8/24(土)Quiot²　りありあ卒業公演 (秋葉原TwinBoxGARAGE)
- 2019/8/25(日)IDOL COMET～夏休みアイドル大集合 Vol.5【DAY】&【NIGHT】～(新宿アルタKey Studio)
- 2019/8/25(日)IDOL COMET【NIGHT】(渋谷StudioFreedom)
- スーパーリアル麻雀公式アイドルユニット夏色*ランデヴー  リリースイベント
  - 2019/8/27(火)(渋谷DESEOmini)
  - 2019/8/28(水)(ヴィレッジヴァンガード三軒茶屋店)
  - 2019/8/29(木)(ヴィレッジヴァンガード高円寺店)
  - 2019/8/30(金)(ヴィレッジヴァンガードPLUSイオンレイクタウン店)
  - 2019/8/31(土)(ソフマップAKIBA①号店 マップ劇場)
  - 2019/9/1 (日)(ソフマップAKIBA①号店 マップ劇場)
- 2019/9/3(火)月森楓定期公演 かえふぇすVol.7(新宿レッドノーズ)
- 2019/9/7(土)IDOL COMET【DAY】(六本木morph-tokyo)
- 2019/9/7(土)IDOL COMET【NIGHT】陽多マリィ生誕祭(六本木morph-tokyo)
- 2019/9/8(日)IDOL COMET【DAY】(HOLIDAY新宿)
- 2019/9/8(日)IDOL COMET【NIGHT】(HOLIDAY新宿)
- 2019/9/13(金)リアル麻雀P8写真集発売イベント(六本木新世界)
- 2019/9/14(土)Dream Voice vol.6 supported by 声優グランプリ(mismatch池袋)
- 2019/9/15(日)アイプラアイドルパーティーVol.30　DAY(上野音横丁)
- 2019/9/15(日)アイプラアイドルパーティーVol.30　NIGHT(上野音横丁)
- 2019/9/16(月・祝)IDOL BURNING CANDY-500円SP-(秋葉原キャンディボックス)
- 2019/9/28(土)レッツゴーキャンディ(秋葉原キャンディボックス)
- 2019/9/28(土)サタデーナイトキャンディ(秋葉原キャンディボックス)
- 2019/9/29(日)アイプラアイドルパーティーVol.32　DAY(上野音横丁)
- 2019/9/29(日)アイプラアイドルパーティーVol.32　NIGHT(上野音横丁)
- 2019/10/1(火)月森楓定期公演 かえふぇすVol.8(新宿レッドノーズ)
- 2019/10／3 (木)SHINJUKU～無銭革命～(新宿club SCIENCE)
- 2019/10/5(土)無銭のおたくVol.4(AKIBA COLORS)
- 2019/10/6(日)アイプラアイドルパーティーVol.33　DAY(上野音横丁)
- 2019/10/6(日)アイプラアイドルパーティーVol.33　NIGHT(上野音横丁)
- 2019/10/11(金)汐川ほたて主催「宇宙旅密貝 2nd trip!」(池袋FIELD)
- 2019/10/14(月)第7回アニ玉祭 『アニソンPARTY in アニ玉』(大宮アルシェ 1Fイベントステージ)
- 2019/10/14(月)idol campus vol.107 ～上野公園水上音楽堂編～(上野公園水上音楽堂(上野恩賜公園野外ステージ)
- 2019/10/16(水)IDOL COMET PREMIUM(新宿アルタKey Studio)
- 2019/10/19(土)土曜は500円ライブ！レッツゴーキャンディ！ -1部-(秋葉原キャンディボックス)
- 2019/10/19(土)Dream Voice vol.7 supported by 声優グランプリ(池袋mismatch)
- 2019/10/20(日)百鬼乙女大石麗華生誕祭1部(西川口ウラプロ劇場)
- 2019/10/20(日)百鬼乙女大石麗華生誕祭2部(西川口ウラプロ劇場)
- 2019/10/26(土)無銭大好きマン(池袋SOUNDPIECE)
- 2019/10/26(土)Lore☆Restart蒼唯なぎさ生誕祭(池袋SOUNDPIECE)
- 2019/10/27(日)アイプラアイドルパーティーVol.36　DAY(上野音横丁 )
- 2019/10/27(日)アイプラアイドルパーティーVol.36　NIGHT(上野音横丁 )
- 2019/10/29(火)Daydream♡Girl’s Singer Fes!!(aube渋谷)
- 2019/10/30(水)ElectricParade～新曲御披露目～(渋谷DESEOmini)
- 2019/11/2(土)まけないもん！！初主催ライブ！！〜もうまんまるじゃないもん〜(赤坂天竺)
- 2019/11/2(土)idol campus vol.113 ～渋谷DESEO mini編～(渋谷DESEOmini )
- 2019/11/3(日)アイプラアイドルパーティーVol.37 DAY(上野音横丁)
- 2019/11/3(日)アイプラアイドルパーティーVol.37 NIGHT(上野音横丁)
- 2019/11/4(月)無銭のおたく vol.6(AKIBA COLORS)
- 2019/11/4(月)J-POP CULTURE アイドルライブ vol.1(J-SQUARE品川)
- 2019/11/5(火)かえふぇすVol.9(新宿レッドノーズ)
- 2019/11/9 (土)百鬼乙女 一色 里歌子生誕祭1部(西川口 ウラプロ劇場)
- 2019/11/9 (土)百鬼乙女 一色 里歌子生誕祭2部(西川口 ウラプロ劇場)
- 2019/11/10(日)アイプラアイドルパーティーVol.38　DAY(上野音横丁)
- 2019/11/10(日)アイプラアイドルパーティーVol.38　NIGHT(上野音横丁)
- 2019/11/12(火)ゆにっつ♪(SOUND STAGE MIFA)
- 2019/11/16(土)ほたて食堂(よろずや中野)
- 2019/11/16(土)NAKANO GIRLS MEETING! (中野坂上S.U.B TOKYO)
- 2019/11/19(火)小原涼PV２曲公開♡アコースティックDE歌いまSHOW！(渋谷Malcolm)
- 2019/11/21(木)The Best Girl’s Thursday !!(渋谷aube)
- 2019/11/22(金)CmajorParty〜エレクトリックショコラビット〜(渋谷DESEOmini)
- 2019/11/23(土)レッツゴーキャンディ 1部(秋葉原キャンディボックス)
- 2019/11/23(土)レッツゴーキャンディ 2部(秋葉原キャンディボックス)
- 2019/11/24(日)小原涼PV２曲公開♡ガールズシンガーDE盛り上げまSHOW！(渋谷Malcolm)
- 2019/11/24(日)IDOL COMET PREMIUM Free(新宿アルタKey Studio)
- 2019/11/25(月)CmajorParty(渋谷DESEOmini)
- 2019/11/29(土)無銭大好きマン(池袋SOUNDPIECE)
- 2019/11/29(土)AKIBA GIRLS MEETING!!2部(TwinboxGARAGE)
- 2019/12/1(日)AKIBA GIRLS MEETING!!1部(TwinboxGARAGE)
- 2019/12/1(日)AKIBA GIRLS MEETING!!2部(TwinboxGARAGE)
- 2019/12/3(火)かえふぇすVol.10(新宿レッドノーズ)
- 2019/12/7(土)土曜は500円ライブ！レッツゴーキャンディ！(秋葉原キャンディボックス)
- 2019/12/7(土)真っ赤なゴールデンッ！進藤いおり生誕祭2019(秋葉原CosmicLab)
- 2019/12/8(日)百鬼乙女 櫻城 姫奈 生誕祭1部(西川口 ウラプロ劇場)
- 2019/12/8(日)百鬼乙女 櫻城 姫奈 生誕祭2部(西川口 ウラプロ劇場)
- 2019/12/14(土)Idol Trooper 21(鶯谷VALLEY×VALLEY×TOKYO)
- 2019/12/14(土)Dream Voice vol.9 supported by 声優グランプリ(mismatch 池袋)
- 2019/12/16(月)MUSIC TRAIN～くらしのあステージデビュー2周年～(秋葉原ZEST)
- 2019/12/17(火)CmajorParty　クリスマス前だョ！全員集合(渋谷DESEOmini)
- 2019/12/18(水) 月森楓 BIRTHDAY ONE MAN LIVE〜*DO DO DO 丼 Dream*〜(渋谷DESEOmini)
- 2019/12/28(土)やぎフェスvol.3(池袋mismatch)

#### 2020年
- 2020/1/7(火)かえふぇすVol.11(新宿レッドノーズ)
- 2020/1/10(金)Cmajor New Year  Party(渋谷DESEOmini)
- 2020/1/13(月)IKEBUKURO GIRLS MEETING(池袋Blackhole)
- 2020/1/13(月)AKIHABARA IDOL RUSH(秋葉原SinfoniA)
- 2020/1/15(水)IDOL COMET PREMIUM(新宿アルタKey Studio)
- 2020/1/16(木)IDOL COMET PREMIUM(新宿アルタKey Studio)
- 2020/1/18(土)Dream Voice vol.10 supported by 声優グランプリ(mismatch 池袋)
- 2020/1/26(日)月森楓様と真っ赤なゴールデンッ！(秋葉原SinfoniA)
- 2020/1/26(日)AKIHABARA IDOL RUSH 1部(秋葉原SinfoniA)
- 2020/1/26(日)AKIHABARA IDOL RUSH 2部(秋葉原SinfoniA)
- 2020/2/2(日)まけないもん！！主催ライブ〜せなるんのるんるん生誕祭〜(赤坂天竺)
- 2020/2/4(火)かえふぇす Vol.12(新宿レッドノーズ)
- 2020/2/9(日)IDOL COMET PREMIUM(新宿アルタKey Studio)
- 2020/2/11(火)椿あやね生誕祭(目黒鹿鳴館)
- 2020/2/14(金)CmajorParty～ValentineSP～(渋谷DESEOmini)
- 2020/2/15(土)Dream Voice vol.11 supported by 声優グランプリ(mismatch 池袋)
- 2020/2/20(木)IDOL COMET 【NIGHT】(HOLIDAY新宿)
- 2020/2/21(金)Chocolatierから感謝を込めてプチワンマン〜ChocoLoveYou〜(新宿レッドノーズ)
- 2020/2/22(土)IDOL SUNRIZE(両国SUNRIZE)
- 2020/2/23(日)POP CANDY 赤川みかん誕生日イベント2020(秋葉原シンフォニア)
- 2020/2/29(土)IDOL COMET PREMIUM(新宿アルタKey Studio)
- 2020/3/3(火)かえふぇすVol.13(新宿レッドノーズ)
- 2020/3/4(水)IDOL令和華祭vol.2(新宿ZircoTokyo)
- 2020/3/5(木)ソロ大好き祭り(渋谷VUENOS)
- 2020/3/8(日)真っ赤なゴールデンッ！春の大躍進フェス2020-対バン編-(秋葉原ZEST)
- 2020/3/10(火)アイドル無銭ライブFES"ざ・無銭" Vol.1(新宿レッドノーズ)
- 2020/3/13(金)クレヨンゆーち主催『ゆーちの知らない世界vol.2〜ゆーち9周年です！〜』(西川口ハーツ)
- 2020/3/14(土)～Yaginzel presents～『 Dance party 』(アプロ赤坂)
- 2020/3/15(日)AKIBA GIRLS MEETING!! 2部(TwinboxGARAGE)
- 2020/3/20(金)AKIHABARA LIVE GARDEN(秋葉原ZEST)
- 2020/3/20(金)Dolce主催ライブ〜in AKIHABARA TYPE Z〜(秋葉原ZEST)
- 2020/3/21(土)白夜書房スペシャルライブ！ガールズゲーマー"PARTY"1部(白夜書房BSホール)
- 2020/3/21(土)白夜書房スペシャルライブ！ガールズゲーマー"PARTY"2部(白夜書房BSホール)
- 2020/7/23(木)かえふぇすＳＰ～月森楓重大発表～(新宿レッドノーズ)
- 2020/7/24(金)Cmajor撮影会(浅草橋ロゼスタジオ)
- 2020/7/24(金)ハチャメチャ声優ユニットSTEM『メジャーデビューチャレンジワンマンライブ-NEXT STAGE』(Morph-Tokyo)
- 2020/7/25(土)CmajorParty～3rdANNIVERSARY～Vol.2「ぴょんあや」(四谷LOTUS)
- 2020/7/26(日)CmajorParty～3rdANNIVERSARY～Vol.4「ぴょんあや2」(四谷LOTUS)
- 2020/8/1(土)Live Delivery Online & Real1部、2部(新宿レッドノーズ)
- 2020/8/2(日) アイドルプラネット リバイバルライブ Vol.4 1,2,3部(Live House Only You)
- 2020/8/9(日) アイドルスナイパー THE MOVIEマスコミ試写会(座・高円寺)
- 2020/8/13(木)かえふぇすEX～リリイベ第1弾・スペサンクレジット締め切り直前予約受付会(新宿レッドノーズ)
- 2020/8/15(土) 椿あやねソロ封印!? SP(新宿MARZ)
- 2020/8/23(日) LIVEリミット！(新宿ジールシアター)
- 2020/8/30(日)かえふぇす F.EX「さよなら、愛しのレッドノーズ」(新宿レッドノーズ)
- 2020/9/12(土) LIVEリミット！(新宿ジールシアター)
- 2020/9/15(火) Live Cute(初台DOORS)
- 2020/9/16(水) 池袋リヴォイスPresents LIVE REVO ～WEDNESDAY 1COIN～(池袋リヴォイス)
- 2020/9/20(日) やぎぬまvs月森楓(四谷LOTUS)
- 2020/9/22(火) やぎぬまvs月森楓(四谷LOTUS)
- 2020/9/26(土)百鬼乙女神埼琉奈生誕祭！！第1部(西川口ウラプロ劇場)
- 2020/10/21(水)月城アイラ主催～to you.～(LIVE HOUSE 獅子王)
- 2020/10/31 (土)第一回ののののライブ〜ハロウィンスペシャル〜(八王子RIPS)
- 2020/11/2(月)やぎぬまさん主催ADVENTURE AWAITS vol.1(渋谷GAME)
- 2020/11/8(日)鳩場美鈴生誕祭～3度目の正直！みすりんの宴★みんな大好き焼きspecial～(新宿ナインスパイス)
- 2020/11/13(金)雑魚チェックズ主催〜雑魚の仲間は最強説〜(秋葉原ZEST)
- 2020/11/15(日)POPCANDY すもも誕生祭2020-誕生祭ぐらい起きてよ！す～ちゃん（秋葉原シンフォニア）
- 2020/11/26(木)Dressing LIVE PARTY vol.14（池袋mono）
- 2020/12/2(水)ソロ大好き祭り～βベータ版～Vol.43(Veats shibuya)
- 2020/12/8(火)めいどりーみんコラボカフェ(めいどりーみんHeaven’s Gate店)
- 2020/12/21(月)月森楓生誕ライブ-Pyon Pyon Party♡♡♡(秋葉原SinfoniA)
- 2020/12/22(火)ソロ大好き祭り-βベータ版-Vol.46（横浜1000CLUB）
- 2020/12/26(土)『やぎぬまホールツアー〜10000〜』（北とぴあつつじホール）
- 2020/12/29(火)『ARE YOU OK 2020 年末SP！』（下北沢シャングリラ）
- 2020/12/31(木)愛野可奈主催アイドル即売会（秋葉原T-space）

#### 2021年
- 2021/1/10(日) ソロ大好き祭り-ベータ版-Vol.48(巣鴨獅子王)
- 2021/1/22(金)ソロ大好き祭り-βベータ版-Vol.50(渋谷clubasia)
- 2021/1/24(日)STARLAND MUSIC主催【 Star-go-round vol.8 】(Club Malcolm)
- 2021/2/1(月)ソロ大好き祭り-βベータ版-Vol.52(VeatsShibuya)
- 2021/2/6(土)月森楓 新曲発表ミニワンマン『第3章は、元気にしもべをつくります！！』(配信のみ)
- 2021/2/10 (水) Dressing LIVE PARTY vol.16(池袋mono(配信のみ))
- 2021/2/11(木)ソロ大好き祭り-βベータ版-Vol.53(巣鴨獅子王)
- 2021/2/14(日)『Road to asia』vol.2(渋谷ClubMALCOM)
- 2021/2/14(日)かえぴょんてきなさつえいかい。
- 2021/2/20(土)STAR-MUSIC　LIVE　Vol.225～女神達と少し遅いバレンタインデー～(稲毛海浜公園野外音楽堂)
- 2021/2/24(水)下北沢MOSAiC presents「JAPANESE！BUNKA！iDOL！ vol.6」(下北沢MOSAiC)
- 2021/2/26(金)「歌姫」(西永福JAM)
- 2021/2/28(日)七森スイナさん主催　2nd＆3rdシングルレコ発主催ライブ〜レコ発で念願の100枚完売してほスィナ〜(渋谷Milky way )
- 2021/2/28(日)ソロ大好き祭り-βベータ版-Vol.55(川崎セルビアンナイト)
- 2021/3/3(水)月森楓ソロ1周年記念「はじまりはリスタート」(下北沢mona records)
- 2021/3/7(日)ソロ大好き祭り-βベータ版-Vol.56(渋谷Starlounge)
- 2021/3/13(土)江口いちごさん　ワンマン直前主催ライブ〜いちごやまい〜(渋谷チェルシーホテル)
- 2021/3/15(月)Dressing LIVE PARTY vol.17(秋葉原GOODMAN)
- 2021/3/18(木)『森ふうかの今日何する…？♡』(代々木Barbaraから生配信)
- 2021/3/18(木)ソロ大好き祭り-βベータ版-Vol.57(VeatsShibuya)
- 2021/3/21(日)凜-Rin-3周年1部(両国SUNRIZE)
- 2021/3/23(火)ソロ大好き祭り-βベータ版-Vol.58(下北沢シャングリラ)
- 2021/3/25(木)welcome back present『Toy Box vol,1』(大塚welcome back)
- 2021/3/28(日)瀬戸万莉愛様＆Nao＋様主催1部(五反田G＋)
- 2021/3/31(水)ハチャメチャ声優ユニット STEM 定期主催『すてむのていき』(四谷LOTUS )
- 2021/4/1(木)歌姫α-新年度制服SP-(西永福JAM)
- 2021/4/4(日)新潟女子vs〇〇女子(渋谷Malcolm)
- 2021/4/7(水)ソロ大好き祭り(渋谷チェルシーホテル)
- 2021/4/11(日)ソロ大好き祭り(渋谷ClubMALCOM)
- 2021/4/18(日)ソロ大好き祭り-βベータ版-Vol.64(川崎セルビアンナイト)
- 2021/4/19(月)welcome back presents『Toy Box vol,2』（大塚welcome back）
- 2021/4/20(火)「どるたま」先輩アイドルとして来店（遊びBar GuildGame）
- 2021/4/21(水)ソロ大好き祭り（渋谷スターラウンジ）
- 2021/4/25(日)森ふうか生バンドLIVE★FU CHAN's＆今推せるソロアイドル４マンLIVE（代々木Barbara）
- 2021/4/29(木祝)ソロ大好き祭り（巣鴨獅子王）
- 2021/5/1(土)月森楓ミニワンマン『自立系シンデレラ』（配信限定）
- 2021/5/6(木)ソロ大好き祭り-βベータ版-Vol.68（渋谷CHELSEA HOTEL）
- 2021/5/13（木）下北FM18:30-
- 2021/5/15(土）白石夏菜定期主催　青空の下で熱くブンブン盛り上がろうっ！！（西川口galaxy）
- 2021/5/20（木）下北FM18:30-
- 2021/5/23(日)Nao＋ワンマン前主催〜最強のアイドル様と最高の空間作りました〜 （渋谷REX）
- 2021/5/30（日）月森楓ミニワンマン感謝祭〜海を渡れ世界征服〜(配信限定)
- 2021/6/5(土)天音直子生誕祭SP2021 2部（秋葉原ZEST）
- 2021/6/6(日)ハチャメチャ声優ユニットSTEM　なみぞう生誕祭（渋谷DESEOmini）
- 2021/6/13(日)ソロ大好き祭り-βベータ版-Vol.73（川崎セルビアンナイト）
- 2021/6/15(月) 代々木Barbara夏祭り（代々木Barbara）
- 2021/6/19(土) ①瀬戸万莉愛様＆Nao＋様主催animal paradise（五反田G＋）
- 2021/6/19(土)②小牧夢生誕祭（西新宿TOGI BAR）
- 2021/6/20(日）①黒月カワイイTV vol.8（サブスクLIVE）
- 2021/6/20(日）②黒月カワイイLIVE vol.8（Bar黒月）
- 2021/7/3(土)Star-go-round vol.18 ～ふなおいかなみアイドルデビュー1周年＆キラナ新曲発表！～(渋谷MALCOLM)
- 2021/7/4(日) ソロ大好き祭り-βベータ版-Vol76(巣鴨獅子王)
- 2021/7/7(水) ハチャメチャ声優ユニット STEM 定期主催 ～ハチャメチャフリーライブ～(秋葉原COSMIC LAB)
- 2021/7/10(土) 白石夏菜定期主催ブンブン夏祭り2021♡～浴衣・和服で皆でお祭り騒ぎだ！～(西川口galaxy)
- 2021/7/11(日) 月森楓ミニワンマン『Door to Kaepyon Dream』(西川口galaxy)
- 2021/7/17(土) 森フェス!!! Vol.4 ～ソロアイドル集結！推し増し推奨！みんな今日からおともだちSP～(GOTANDA G2)
- 2021/7/22(木祝)代々木Barbara presents.「代々木Barbara 16th Anniversary day1」 （代々木Barbara）
- 2021/7/23(金)Idol Trooper 64（四谷LOTUS）
- 2021/7/24(土)shining Start主催「江口いちご9周年ツアー〜いちごドライブ〜」一部＆二部（名古屋TOYS）
- 2021/7/31(土)2部のトリの出番までに73km先の地点からチャリンコで四谷LOTUSを目指す生誕祭(？)（四谷LOTUS）
- 2021/8/7（土）STARLAND MUSIC主催Star-go-round vol.19～ヒートアップ！〜（巣鴨獅子王）
- 2021/8/8（日）①ワロップ押上スタジオ
- 2021/8/8（日）②百鬼乙女 坂咲なな生誕祭2部（西川口ウラプロ劇場）
- 2021/8/10(火)喫茶月森～フリーランス半年おめでとう編～（Tokyo in Next）
- 2021/8/13(金)AKIHABARA LIVE GARDEN Vol.20（秋葉原ZEST）
- 2021/8/14(土)LIVEリミット！』～Ainselお披露目　物語の始まり～（GOTANDA G+）
- 2021/8/15(日)すもも誕生祭（秋葉原SinfoniA）
- 2021/8/15(日)IDOL WONDER FOREST ～夏の森～（GOTANDA G5）
- 2021/8/17(火)火曜日のプリマ（渋谷Malcolm）
- 2021/8/19(木)トライリープ６ヶ月連続スリーマン（新宿FATE）
- 2021/8/21(土)①絵仁主催「Birthday Rabbit」一部（初台DOORS）
- 2021/8/21(土)② 代々木Barbara presents.「僕らの夏を取り戻せ！~夏祭り1week~day6」（代々木Barbara）
- 2021/8/26(月)音声投稿サイトHEAR公式ラジオ
- 2021/8/28(土)『DY DISCO』（DY CUBE）
- 2021/8/29(日)すずはらかのん生誕祭（西川口Galaxy）
- 2021/8/30(月)音声投稿サイトHEAR公式ラジオ
- 2021/9/4(土)①黒月歌姫物語 第九話(横浜関内 Bar黒月)
- 2021/9/4(土)②月森楓1日店長イベント 喫茶月森~Bar黒月1日店長編(横浜関内 Bar黒月)
- 2021/9/5(日)STARLAND MUSIC主催Star-go-round vol.20～New Challenge!!～（渋谷MALCOM）
- 2021/9/11(土)女将さん、時間ですよ！ （四谷OUTBREAK! ）
- 2021/9/19(日)『月森楓 レコーディング翌日☆おつかえぴょん祭！』(西川口Galaxy)
- 2021/9/25(土)軌条あさま生誕祭2021（GOTANDA G5）
- 2021/9/26(日)723chatoNne⤴主催LIVE〜殺(サツ)フェスvol.2〜（新宿Cat's hole）
- 2021/9/30(木)ヤギヌマメイ生誕感謝祭〜つったんからの誕プレSP〜(横浜1000CLUB)
- 2021/10/9(土)結城汰郎活動五周年記念　夜露死苦祭〜天上天下唯我独尊〜(西川口Galaxy)
- 2021/10/10(日)①カエテリア楓&七森スイナコラボレコ発ライブ（四谷OUTBREAK！）2021/10/10(日)②IDOl BABA祭(高田馬場BSホール)
- 2021/10/17(日)Galaxyオーナーの生誕祭をすずはらかのんが企画してみた！～夜の部～(西川口Galaxy)
- 2021/10/23(土)①『いとうあいか新曲レコ発・衣装お披露目主催「いとフェス！〜AUTUMN〜』（aube渋谷）
- 2021/10/23(土)②ハチャメチャ声優ユニット STEM 咲乃奈緒 ワンマンライブ ～初めての生まれた日～（秋葉原COSMIC LAB）
- 2021/10/31(日)高田馬場文化祭連動 “歌姫/Nフェス”野外アイドルLiVE(新宿下落合氷川神社)
- 2021/11/6(土)月森楓 配信限定ライブ〜かえぴょんシカ？？〜
- 2021/11/7(日)①723chatoNne⤴ワンマンライブ前〜殺(サツ)フェススペシャル〜（青山RizM）
- 2021/11/7(日)②百鬼乙女 一色 里歌子生誕祭（西川口ウラプロ劇場）
- 2021/11/14(日)ヤギヌマメイ ワンマン1ヶ月前主催『星のどうぶつたち(naveyfloor AKASAKA)
- 2021/11/20(土)① ぬぬぬフェス vol.1 1部（新宿motion）
- 2021/11/20(土)②熊本シティFM 「小林清美の音楽の清風ライブ」公開収録（K＆Mミュージック中野店）
- 2021/11/21(日) 七森スイナワンマンライブ直前主催ライブ(渋谷aube)
- 2021/11/27(土)七海こなみ生誕&3周年記念ライブ 2部(大塚hearts＋)
- 2021/11/27(土)Go To STARDOM2 審査用VR映像公開収録イベント(Bar黒月)
- 2021/11/28(日)アキバ大好き！アイドルライ(秋葉原ZEST)
- 2021/12/4(土)真白ユキミ生誕祭SP(秋葉原ZEST)
- 2021/12/5(日)月森楓Birthday Mini Oneman「かわいいってなんだろう」(西川口galaxy)
- 2021/12/5(日)ぬぬぬフェス vol.3 2部『 月森楓生誕祭 』～Lovely Sweet Tours～(新宿motion)
- 2021/12/11(土)森フェスVol.6!!!(恵比寿CreAto)
- 2021/12/12(日)GIRLS SKILLS(池袋エンタメ横丁)
- 2021/12/18(土)桒原麻琴生誕祭(五反田G5)
- 2021/12/22(水)有栖川かがみ主催【なんと上京しちゃいました！ 生誕と周年てんこもり記念ライブ〜東京編〜】(巣鴨獅子王)
- 2021/12/25(土) ひ3か初主催！！～ひ3かと一緒にXmas！！～(GOTANDA G+)
- 2021/12/26(日)奏出愛〜番外編（昼）〜(西川口GALAXY)
- 2021/12/26(日)ぬぬぬフェスvol.5【2部】(新宿motion )

#### 2022年
- 2022/1/8（土）Dolce主催ライブ(五反田G2)
- 2022/1/9(日)『 ぬぬぬフェス vol.6 』2部(新宿motion)
- 2022/1/16(日)北崎有紀 生誕主催LIVE ～Please sing OMEDETOU～(会場：秋葉原COSMIC LAB)
- 2022/1/17(月)感謝祭感謝祭(新宿アルタKey Studio)
- 2022/1/23(日)Idol Trooper Special～鋼鉄の生誕前前前日祭〜(新宿ナインスパイス)
- 2022/1/23（日）『#ミスiD2022 #月森楓ライブハウス借りちゃいました』(配信のみ)
- 2022/1/29（土）『加山愛純主催～虹～』あずみん頑張って!瀬戸万莉愛と愛野可奈がひきつぎました!(五反田G+)
- 2022/1/29(土)ATLEPY 花咲希音生誕祭(五反田G5)
- 2022/1/30（日）K＆M占いの館inライブ(K＆Mミュージック中野店)
- 2022/2/5(土) 「SAMURAIからの挑戦状!! ヤギヌマメイ9番勝負!!」(新宿SAMURAI )
- 2022/2/7(月)月森楓配信限定ミニワンマン「フリーランス1周年感謝祭〜西川口Galaxyさんもおつかえぴょん〜」(配信のみ)
- 2022/2/15(火)Tokyo Star Radio(八王子FM)「たまぴーの聞いてくだサイエンっス！」#227（ラジオ）
- 2022/2/26(土)恵比寿coffret定期主催vol.2（中目黒SPARK JOY）
- 2022/2/27(日)Link of happiness(巣鴨獅子王)
- 2022/3/6(日)やんだって♡アイドル〜立ち上がれかえぴょん〜（配信）
- 2022/3/13(日)ハチャメチャ声優ユニットSTEM主催 現体制卒業公演～Twinkle Tomorrow～(池袋エンタメ横丁)
- 2022/3/20(日)瀬戸万莉愛＆愛野可奈共催(五反田G+)
- 2022/3/20(日)『ぬぬぬフェス vol.14』2部  ヤギヌマメイ×津崎真希 コラボレコ発主催 『ヤギサバからの大切なお知らせぇぇえ！』(新宿モーション)
- 2022/3/21(月祝)ミスiD2022卒業式(講談社　本館6階講堂)
- 2022/3/26(土)おぱん亭喫茶5th(@大崎ブックカフェ)
- 2022/04/03(日)ストリートライブフェス in KANATA痛車MT( 地域交流センター（豊田城前）裏駐車場)
- 2022/4/3(日)西川口Galaxy3周年記念【夜の部】(西川口Galaxy)
- 2022/4/16(土)いとうあいか様5周年主催ライブイベント「ハッピー☆ソングアトラクション！」(川崎セルビアンナイト)
- 2022/4/23(土)『 ぬぬぬフェス vol.17 』2部(新宿motion)
- 2022/4/24(日)おぱん亭喫茶6th(大崎ブックカフェ)
- 2022/4/29(金祝)アンファサーナ定期主催vol.4(中目黒SPARK JOY)
- 2022/4/30(土)想色.stream+主催〜砂糖ゐ奈卒業〜(池尻大橋#chord_)
- 2022/5/4(水祝)LIVEリミット！～ソロライブ編～２部～赤羽ReNY alpha 3rd anniversary～(赤羽ReNY alpha)
- 2022/5/8(日)MISSIW 13th Anniversary Special『Majestic Day』(青山RiZM)
- 2022/5/22(日)びゔぁーちぇ!デビューライブ『Clown Festival ~クラウン フェスティバル』(四谷OUTBREAK!)
- 2022/5/29(日)おぱん亭喫茶7th(大崎ブックカフェ)
- 2022/06/04(土)tetote主催『Link of happiness』(渋谷MALCOLM)
- 2022/6/11(土)つゆ誕生日ライブ〜つゆのはれるひ〜(六本木unravel tokyo)
- 2022/6/18/(土)ATLEPY 小牧夢生誕公演-第一部-(五反田G4)
- 2022/6/24(金)おっぱい天下一武道会 前哨戦！ヤギサバツーマン(西川口Galaxy)
- 2022/6/25(土)おぱん亭MUSIC(ひまわりスター)
- 2022/7/2(土)月森楓ミニライブ『夢まで7cm〜ありがとう〜』(西川口Galaxy)
- 2022/7/9(土)桃井はるこワンマンライブ2022「夏だ！」(Veats 渋谷)
- 2022/7/10(日)おぱん亭喫茶8th (大崎ブックカフェ)
- 2022/7/18(月祝)D.A.O.project Live(四谷OUTBREAK!)
- 2022/7/24(日)ガルパ!vol.7（新宿ZircoTokyo）
- 2022/7/30(土)『ヤギヌマメイ生誕祭』2部～昨年チャリンコ漕いでて現地にいなかったので今年は1秒たりとも見逃さないぞ！ステージ端にお誕生日席爆誕～（四谷LOTUS）
- 2022/8/4(木)『南波一海のアイドル三十六房』（タワーレコード渋谷店B1F CUTUP STUDIO）
- 2022/8/7(日)【月丘つかさ生誕＆ソロ活動1周年記念 初主催ライブ2022】―月の足跡―1部(GOTANDA G2)
- 2022/8/11(木祝)朝倉凜レコ発LIVE！(秋葉原ZEST)
- 2022/8/14(日)雑魚チェックズ主催お盆festival☀️ 2部（渋谷Nostyle）
- 2022/8/20(土)ポジモン海音みこと 生誕祭(GOTANDA G3)
- 2022/8/21(日)①月森楓早朝ミニワンマン「アルバムおめでぴょん！」（西川口Galaxy）
- 2022/8/21(日)②おっぱい天下一武道会vol.4(レッスル武闘館)
- 2022/8/28(日)おもチャ！のサマーパーティー2022（池尻大橋 #chord_ ）
- 2022/9/3(土)アンファサーナ定期主催vol.9~ワンマン直前スペシャル~（初台DOORS）
- 2022/9/4(日)J-beans Live41-ポプキャンパーティ-（AKIBA SinfoniA）
- 2022/9/10(土)姫野香織生誕祭2022～今こそみんなでRealise ～（西川口Galaxy）
- 2022/9/19(月祝)加山愛純7周年主催！～感謝～(五反田G4)
- 2022/9/24(土)雑魚の恩返し～ありがとうNo style～（渋谷No style）
- 2022/9/25 (日)月森楓　早朝ミニワンマン『かえぴょんの秋。今年は○○○も頑張るぴょん！』（西川口Galaxy）
- 2022/10/1(土)月森のベツバラ(STUDIO WAROS)
- 2022/10/15(土)緊急開催！ミニワンマン前朝祭！！
- 2022/10/16 (日)月森楓　早朝ミニワンマン『はやおきからはじまるファンタジー』（西川口Galaxy）
- 2022/10/22(土)『Dolce主催ライブ』（秋葉原ZEST）
- 2022/10/29(土)アルティメットハロウィン2022 in SHINJUKU（新宿HEIST）
- 2022/10/30(日)アルティメットハロウィン2022 in SHINJUKU（新宿FATE）
- 2022/10/31(月)アルティメットハロウィン2022 in SHINJUKU（新宿FATE）
- 2022/11/12(土)『リトルネコ主催「トルネコバザールvol.2」』（新宿SAMURAI）
- 2022/11/13(日)月森楓早朝ミニワンマンライブ『雨のちかえぴょん！』（西川口Galaxy）
- 2022/11/19(土)七海こなみ4周年生誕主催ライブ1部（大塚hearts＋）会場
- 2022/11/20(日)723シャトンヌ⤴主催〜殺フェスvol.16 〜　新宿Cat's hole 会場・配信
- 2022/11/24(木)市川うららFM公開収録HAPPY HOUR 〜アイドルの時間〜 #7（笑や）
- 2022/11/26(土)冬月ちゃん。2周年ワンマンライブチケ発ライブ10ヶ月連続新曲発表プロジェクト主催〜11月編〜(渋谷ClubMalcolm)
- 2022/11/27(日)ありがとう！Bar黒月～私と私達のこれから vol.3～（Bar黒月）
- 2022/12/3(土)Ns.aoi定期主催vol.54 ちょっぴり早いクリスマスまつり3部（田端マリールー）
- 2022/12/11(日)AKIBA GIRL'S LINKS Vol.30(秋葉原ZEST)
- 2022/12/11(日)Shibuya IDOL Special vol.4(渋谷CLUB CAMELOT B2)
- 2022/12/25(日)月森楓早朝ミニワンマンかえぴょん生誕祭(西川口Galaxy)
- 2022/12/30(金)Ns.aoi主催『全47都道府県主催制覇への道〜ツアーファイナル後夜祭〜』-1st full album "YDK" release tour final- 2部(四谷OUTBREAK!)

#### 2023年
- 2023/1/7(土)北崎有紀生誕祭~2023年もよろしくねスペシャル~(四谷LOTUS)
- 2023/1/7(土)iDOL STORY vol.2(GOTANDA G2)
- 2023/1/8(日)えにじょvol.01『成人色2023』〜成人式気分イベント〜(西川口Galaxy)
- 2023/1/15(日)月森楓早朝ミニワンマン『あけましておめでぴょん！』(西川口Galaxy)
- 2023/1/28(土)リトルネコ1stワンマンライブ「トルネコ祭り」 (SHIBUYA DESEO)
- 2023/2/5(日)真白ユキミ生誕祭～振替生誕祭だよ、全員集合!!SP～(神田明神EDOCCO)
- 2023/2/11(土)アイドルチェモアVALENTINE(渋谷DESEOmini)
- 2023/2/12(日)🎙時東ぁみチャリティー写真展【トークイベント】(渋谷&BASSO)
- 2023/2/19(日)①月森楓早朝ミニワンマン『かえぴょん感謝祭！』(西川口Galaxy)
- 2023/2/19(日)②DolceDVD発売イベント!!(秋葉原ZEST)
- 2023/2/25(土)Idol Special Free Live! vol.12(渋谷CLUB CAMELOT B2 )
- 2023/2/26(日)「GIRLS LIVE PARK Vol.113」-瞑想のラビリンス 緋山れん生誕祭-(池袋LIVE INN ROSA)
- 2023/3/5(日)スープカレーカムイ×Ns.aoiマンスリーコラボ主催 vol.1(スープカレーカムイ)
- 2023/3/11(土)『D.A.O project Live vol.31』-卒業式編- 1部(田端マリールー)☀️
- 2023/3/12(日)Idol Free Live!2部(渋谷CLUB CAMELOT B2 )
- 2023/3/26(日)あおしば主催『あおしばvol.8』-佐藤いずみリアル生誕祭-(四谷OUTBREAK!)
- 2023/4/1(土)ハチャメチャ声優ユニット STEM 2023年新体制お披露目LIVE ハチャメチャパーティー(GOTANDA G2)
- 2023/4/1(土)-Ns.aoi生誕祭DAY4-『あなたとあおいのお誕生日会 2023』2部(四谷OUTBREAK! )
- 2023/4/2(日)西川口Galaxy4周年 ～Anniversary Live～【夜の部】(西川口Galaxy)
- 2023/4/8(土)ポジティブモンスターの『わたしたちアイドルデビューできますか？！vol.12~#アイデビュ~』(代々木Barbara)
- 2023/4/14(金)リトルネコ２周年記念主催 トルネコバザールvol.3(新宿SAMURAI)
- 2023/4/15(土)『雑魚チェックズ沖縄主催2部』(沖縄Cyberbox)
- 2023/4/16(日)New World Order Vol.30(沖縄CyberBox)
- 2023/4/17(月)〜4/23(日)スープカレーカムイ2号店×月森楓コラボ(スープカレーカムイ2号店)
- 2023/4/23(日)①SANO DREAM LIVE Vol.19(田沼中央公民館)
- 2023/4/23(日)②スープカレーカムイ2号店×月森楓 スペシャルインストアライブ(スープカレーカムイ2号店)
- 2023/4/29(土)赤坂Music Lunch vol.9(アプロ赤坂)
- 2023/4/30(日)①月森楓早朝ミニワンマン『I'm home!』(西川口Galaxy)
- 2023/4/30(日)②『PPPBBB』(新宿アイドルステージ※ドン・キホーテ5F)
- 2023/4/30(日)③『てらふぇすvol.4〜寺島あかり生誕祭』(四谷LOTUS)
- 2023/5/5(金)📗コミティア(東京ビッグサイトＡ36ｂ)
- 2023/5/14(日)①虹みみゆ2nd Anniversary 1部(西川口ウラプロ劇場)
- 2023/5/14(日)②虹みみゆ2nd Anniversary 1部(西川口Galaxy)
- 2023/5/20(土) 白石夏菜定期主催ライブブンブン定期主催4周年in西川口GALAXY(西川口Galaxy)
- 2023/5/21(日)①月森楓早朝ミニワンマン『はいからかえぴょん！』(西川口Galaxy)
- 2023/5/21②『PEACE MAKER1周年祭』『PEACE MAKER新曲発表SP!!』『鳩場美鈴御披露目&生誕ライブ』2部(秋葉原ZEST)
- 2023/5/27(土)赤坂 Music Lunch vol.10(アプロ赤坂)
- 2023/5/28(日)キラナ主催 君とキラキラvol.16 「君の、アイドル」(渋谷Club Malcom)
- 2023/6/4(日)『あおしばvol.9』-佐藤いずみ卒業公演-(秋葉原ZEST)
- 2023/6/11(日)MARIONA主催 2023年～顔はいいけど頭がちょっぴり💖な3人が楽しいイベント開きました～1部(五反田G3)
- 2023/6/17(土)FM FUJI東京かわいいステーションLIVE in VAVA(白夜書房BSホール)
- 2023/7/1(土)「はちみつブルー7周年」2部(四谷OUTBREAK!)
- 2023/7/2(日)『PEACE MAKER主催ライブ』(秋葉原ZEST)
- 2023/7/9(日)加山愛純生誕主催～夏の宴～(秋葉原GOODMAN)
- 2023/7/16(日)月森楓早朝ミニワンマン『ユニットお披露目⭐︎』(西川口Galaxy)
- 2023/7/17(祝月)代々木Barbara 18th Anniversary~4th Night~(代々木Barbara)
- 2023/7/23(日)七海こなみ6thシングルレコ発ブルーオリオン(新宿planet planet)
- 2023/7/29(土)『ばぶちゃんから三十路まで、１日で駆け抜けろ！ヤギヌマメイ生誕祭 』 (四谷 LOTUS)
- 2023/8/6(日)「2023年1番熱い夏フェス🔥」(五反田G3/G4 サーキット)
- 2023/8/11(祝金)『てらこま主催vol.2〜2部てらこまレコ発ライブ〜』(神田MIFA)
- 2023/8/13(日)📗コミックマーケット102(西地区 め”ブロック 31a・b)
- 2023/8/19(土)絵仁生誕主催「Melody Rabbit」2部 (初台DOORS)
- 2023/8/20(日)月森楓早朝ミニワンマン『はじまりの予感』(西川口Galaxy)
- 2023/8/20(日) Idol Trooper 124 〜まほりんのにっこりんバースデー〜【2部】 (池袋エンタメ横丁)
- 2023/8/26(土)真夏の夜のG+(五反田G +)
- 2023/8/27(日)推しが歌うカバー曲が聞きたいんよ！vol.7(秋葉原Galaxy)
- 2023/9/1(金)膿んだからこそ産まれた匿名祝花そこらじゅうで咲くから大丈夫〜♡フェリちゃん♡日本に来てくれてめっちゃさんきゅーらぶみでがちテンションあげみ〜(下北沢ろくでもない夜)
- 2023/9/3(日)①Dolceレコ発主催前ライブ 1部(秋葉原ZEST)
- 2023/9/3(日)②利根さやな主催　なちょフェスvol.17-利根さやな9周年記念-(五反田G3)
- 2023/9/7(木)南波一海のアイドル三十六房(タワーレコード渋谷B1FCUTUP STUDIO)
- 2023/9/9(土)瀬戸万莉愛主催　秋田書店デジタル写真集発売記念‼️(五反田G3)
- 2023/9/9(土)ラジオ関西『angelaのsparking！talking！show！』📻
- 2023/9/10(日)Next Rail Creation presentsガールズ×ガールズ×ガールズvol.278(田端マリールー)
- 2023/9/10(日) #姫野香織生誕祭2023新曲『月と六ペンス』リリースイベント♡最後の生誕祭♡(秋葉原Galaxy)
- 2023/9/10(日)東海ラジオ『angelaのsparking！talking！show！』📻
- 2023/9/12(火)アニたまどっとコムチャンネル『angelaのsparking！talking！show！』📻
- 2023/9/18(祝月)流星生誕祭 Shooting Star FES.2023　1部【BEYOND THE BLUE SKY】(大阪心斎橋Varon)
- 2023/9/24(日)月森楓早朝ミニワンマン『Welcome!Kaepyon⭐︎』(西川口Galaxy)
- 2023/9/30(土)てらこふぇす vol.3－寺井智子 生誕主催－(GOTANDA G6)
- 2023/10/8(日) 武岡あや乃主催[AMAZING LUCKY](アプロ赤坂)
- 2023/10/9(祝月)INよっこん！生誕祭2023(西川口ウラプロ劇場)
- 2023/10/14(土)白石夏菜定期主催ライブ「白石夏菜定期主催♡ブンブンハロウィンパーリナイ」(西川口GALAXY)
- 2023/10/22(日)①「ちゃんなお生誕祭 昼の部~大好きな仲間たち〜」(GOTANDA G3)
- 2023/10/22(日)②【秋葉原￤夜部】Galaxyオーナーの生誕祭をすずはらかのんが企画してみた！vol.3(秋葉原Galaxy)
- 2023/10/28(土)①水花主催【長尾千尋生誕祭"Show Time"】(新宿SAMURAI)
- 2023/10/28②ももいろ果実100%☆Vol.20-2 〜桃月かすみ15th BD LIVE！〜(四谷LOTUS)
- 2023/10/29(日)早朝ミニワンマン『Halloween Kaepyon!』(西川口Galaxy)
- 2023/11/3(祝金)『ぬぬぬフェス vol.58』～ヤギヌマメイ ベストアルバム"ヤギヌマ図鑑"レコ発SP～1部(新宿motion)
- 2023/11/5(日)てらこま主催『いいこの日だよ！全員集合！！りたーんず』(西川口Galaxy)
- 2023/11/11(土)広がれベビスパの輪〜Aim for the TOP〜(新宿プラネットプラネット)
- 2023/11/19(日)月森楓早朝ミニワンマン(西川口Galaxy)
- 2023/11/26(日)白石夏菜💖大生誕祭🎂㊗️2023(秋葉原GALAXY)
- 2023/12/2(土)るもももさん主催　推しリバイバルフェス(AKIBAカルチャーズ劇場)
- 2023/12/3(日)江口いちご主催ライブ-いちごコンビネーション！-(秋葉原club GOODMAN)
- 2023/12/9(土)月森楓生誕前ミニワンマン〜クリスマスイブまで待てなくて〜(秋葉原Galaxy)
- 2023/12/9(土)『LIVEリミット！』〜緊急開催編〜(秋葉原Galaxy)
- 2023/12/16(土)白石夏菜主催　兎🐰年もおつかれさまっ！ブンブンクリスマスパーティー(西川口Galaxy)
- 2023/12/20(水)〜12/25(月)スープカレーカムイ本店✖︎月森楓コラボ
- 2023/12/23(土)真白ユキミ生誕祭2023(秋葉原ZEST)
- 2023/12/24(日)①月森楓生誕主催【昼の部】ぴょんぴょんクリスマス
- 2023/12/24(日)②月森楓生誕主催【夜の部】2ndワンマン(秋葉原Galaxy)
- 2023/12/31(日)コミックマーケット103(西ひ-34a )

#### 2024年
- 2024/1/7(日)くりおん！2024年新春スペシャル(GOTANDA G3)
- 2024/1/8(月)ライブ撮影可イベント！ GiRLS POWER LiVESHOT！ ～日吉えま生誕祭2024～(GOTANDA G7)
- 2024/1/13(土)①#親僕 主催【心地よい朝の儀vol.8】(吉祥寺Shuffle)
- 2024/1/13(土)②北崎有紀生誕祭-シアワセのアリカ-(四谷LOTUS)
- 2024/1/14(日)月森楓早朝ミニワンマン『生誕祭おつかえぴょん！〜今年もかえぴょん〜』(西川口Galaxy)
- 2024/1/21(日)新年！アイドルアニメパーティー(初台ドアーズ)
- 2024/1/28(日)①赤坂ミュージックランチ vol.17(アプロ赤坂)
- 2024/1/28(日)②おぱんつはるな生誕祭(大崎ブックカフェ)
- 2024/2/4(日)月森楓早朝ミニワンマン『ぴょんぴょんバレンタイン』(西川口Galaxy)
- 2024/2/12(祝月)春のFCみゅーじっくストリート(茨城　ひたちなかファッションクルーズ 野外ステージ )
- 2024/2/18(日)D.A.O project Live vol.60(厚木サンダースネイク)

### 映画
- アイドルスナイパー THE MOVIE（2020年10月3日、K-Network Family） - 山縣リサ 役[7]

### ウェブテレビ
- 矢口真里の火曜The NIGHT（2022年5月4日-25日、6月22日、8月10日、11月14日、ABEMA）
- 猫舌SHOWROOM『豪の部屋』特別編(2023/1/3)

### 写真集
- 2019/9/10スーパーリアル麻雀P8公式アイドル選抜メンバー写真集

## ディスコグラフィ
| No | 発売日    | タイトル        | 収録楽曲                        | 備考      |
| -- | --------- | --------------- | ------------------------------- | --------- |
| 1  | 2019/8/28 | 夏色*ランデヴー | 夏色*ランデヴー ショコラブユー! | SNR-19184 |

| No | 発売日    | タイトル                 | 収録楽曲 | 備考          |
| -- | --------- | ------------------------ | --- | ------------- |
| 1  | 2020/9/23 | あなたにラブリンちゅ (A) | あなたにラブリンちゅ my fairy あなたにラブリンちゅ (Instrumental) my fairy (Instrumental)                                                           | SNF-0210      |
| 1  | 2020/9/23 | あなたにラブリンちゅ (B) | あなたにラブリンちゅ シャイ・ニ・ズム あなたにラブリンちゅ (Instrumental) シャイ・ニ・ズム (Instrumental)                                           | SNF-0211      |
| 2  | 2022/8/5  | Kaepyonism               | Lovely Sweet Tours カモシカ ミラクル☆マジカル IMAGINE～それは希望の花～ まだみぬどこかの誰かさん 自立系シンデレラ 威嚇いいねのうた ねぎ玉牛丼のうた | 4997184168441 |